# Outcesticide IV: Rape of the Vaults
Outcesticide IV: Rape Of The Vaults è un bootleg di canzoni inedite e cover del gruppo grunge americano Nirvana. Fu pubblicato dalla Blue Moon Records nel 1996.

## Tracce
1. Pennyroyal Tea - 3:39
2. Spank Thru - 3:21
3. Territorial Pissings - 2:40
4. Smells Like Teen Spirit - 3:02
5. Rape Me - 2:48
6. Pay To Play - 3:44
7. Scoff - 3:58
8. Love Buzz - 3:10
9. Floyd The Barber - 2:28
10. Here She Comes Now - 3:42 (Cover dei Velvet Underground)
11. D-7 - 3:50
12. Drain You - 3:00
13. About A Girl - 2:45
14. Lithium - 4:20
15. Blew - 3:00
16. All Apologies - 4:44
17. Radio Friendly Unit Shifter / My Sharona (Cover degli Knack) - 5:18
18. Sappy - 3:32
19. Bambi Slaughter - 1:30
20. Clean Up Before She Comes - 3:04
21. Black And White Blues - 1:58
22. Montage of Heck - 5:50
23. Escalator to Hell - 1:28